# Блайтвіль (Арканзас)
Блайтвіль (англ. Blytheville) — місто (англ. city) в США, в окрузі Міссіссіппі штату Арканзас. Населення — 13 406 осіб (2020).

## Географія
Блайтвіль розташований на висоті 78 метрів над рівнем моря за координатами 35°55′57″ пн. ш. 89°54′18″ зх. д. / 35.93250° пн. ш. 89.90500° зх. д. (35.932604, -89.905004).  За даними Бюро перепису населення США в 2010 році місто мало площу 54,00 км², з яких 53,84 км² — суходіл та 0,16 км² — водойми.

## Історія
Блайтвіль було засноване 1879 року священиком методистської церкви Генрі Т. Блайтом. Розташування населеного пункту було вибрано приблизно в 96 кілометрах на північ від великого міста Уест-Мемфіс. Інфраструктура селища будувалася головним чином на лісозаготівлях, його населення збільшувалося швидкими темпами, і 1890 року поселення отримало офіційний статус міста.
У зв'язку з масовою вирубкою дерев в подальшому економіка міста поступово переорієнтувалася з лісозаготівель на вирощування та переробку бавовни. Аж до 1980 року місто було відоме, як центр великих сільськогосподарських громад, роль яких в подальшому стала падати швидкими темпами з причини масового впровадження механізованих методів у сільському господарстві. З того часу інтенсифікація економіки відбувалася переважно в частині швидкого зростання промисловості чорної металургії.

## Демографія
Згідно з переписом 2010 року, у місті мешкало 15 620 осіб у 6242 домогосподарствах у складі 4003 родин. Густота населення становила 289 осіб/км².  Було 7545 помешкань (140/км²). 
Расовий склад населення:
| - 56,2 % — чорних або афроамериканців - 39,8 % — білих - 0,8 % — азіатів - 0,3 % — корінних американців - 1,5 % — осіб інших рас |

До двох чи більше рас належало 1,5 %. Іспаномовні складали 3,0 % від усіх жителів.
За віковим діапазоном населення розподілялося таким чином: 28,7 % — особи молодші 18 років, 58,5 % — особи у віці 18—64 років, 12,8 % — особи у віці 65 років та старші. Медіана віку мешканця становила 34,1 року. На 100 осіб жіночої статі у місті припадало 88,8 чоловіків;  на 100 жінок у віці від 18 років та старших — 84,1 чоловіків також старших 18 років.
Середній дохід на одне домашнє господарство  становив 46 098 доларів США (медіана — 32 958), а середній дохід на одну сім'ю — 55 666 доларів (медіана — 42 199). Медіана доходів становила 33 586 доларів для чоловіків та 28 643 долари для жінок. За межею бідності перебувало 27,0 % осіб, у тому числі 43,8 % дітей у віці до 18 років та 15,1 % осіб у віці 65 років та старших.
Цивільне працевлаштоване населення становило 6195 осіб. Основні галузі зайнятості: виробництво — 24,9 %, освіта, охорона здоров'я та соціальна допомога — 24,7 %, роздрібна торгівля — 11,6 %, мистецтво, розваги та відпочинок — 8,0 %.
За даними перепису населення 2000 року в місті проживало 18 272 людини, 4746 сімей, налічувалося 7001 домашнє господарство і 8533 житлових будинки. Середня густота населення становила близько 342,6 людини на один квадратний кілометр.
Расовий склад за даними перепису розподілився таким чином: 10,15% білих, 89,15% — чорних або афроамериканців, 0,19% — корінних американців, 0,60% — азіатів, 0,07% — вихідців з тихоокеанських островів, 1,38% — представників змішаних рас, 0,48% — інших народів. Іспаномовні склали 1,31% від усіх жителів міста.
З 7001 домашнього господарства в 33,3% — виховували дітей віком до 18 років, 42,3% представляли собою подружні пари, які спільно проживають, в 20,9% сімей жінки проживали без чоловіків, 32,2% не мали сімей. 28,1% від загального числа сімей на момент перепису жили самостійно, при цьому 11,9% склали самотні літні люди у віці 65 років та старше. Середній розмір домашнього господарства склав 2,57 осіб, а середній розмір родини — 3,16 осіб.
Населення за віковим діапазоном за даними перепису 2000 року розподілилося таким чином: 29,9% — жителі молодше 18 років, 10,4% — між 18 і 24 роками, 26,0% — від 25 до 44 років, 19,6% — від 45 до 64 років і 14,1% — у віці 65 років та старше. Середній вік мешканця склав 33 роки. На кожні 100 жінок в місті припадало 86,5 чоловіків, у віці від 18 років та старше — 81,3 чоловіків також старше 18 років.
Середній дохід на одне домашнє господарство в склав 26 683 долара США, а середній дохід на одну сім'ю — 32 816 доларів. При цьому чоловіки мали середній дохід в 30 889 доларів США на рік проти 20 710 доларів середньорічного доходу у жінок. Дохід на душу населення всоставе 14  426 доларів на рік. 23,3% від усього числа сімей в населеному пункті і 28,6% від усієї чисельності населення перебувало на момент перепису населення за межею бідності, при цьому 42,2% з них були молодші 18 років і 17,4% — у віці 65 років та старше.

## Найбільші роботодавці
- Філія сталеливарної корпорації Nucor
- Aviation Repair Technologies (ART) — компанія, що виконує технічне обслуговування та ремонт цивільних літаків. Штаб-квартира компанії розташована в Міжнародному аеропорту Арканзасу[7][8].

## Відомі уродженці та мешканці
- Ді Кларк — співак в стилі ритм-енд-блюз
- Альберт Фельштейн — художник, редактор журналу «Mad».